# Willowbrook (contea di DuPage, Illinois)
Willowbrook è un comune degli Stati Uniti d'America, situato nell'Illinois, nella contea di DuPage. Fa parte dell'area metropolitana di Chicago.